# James Wilson (empresario)

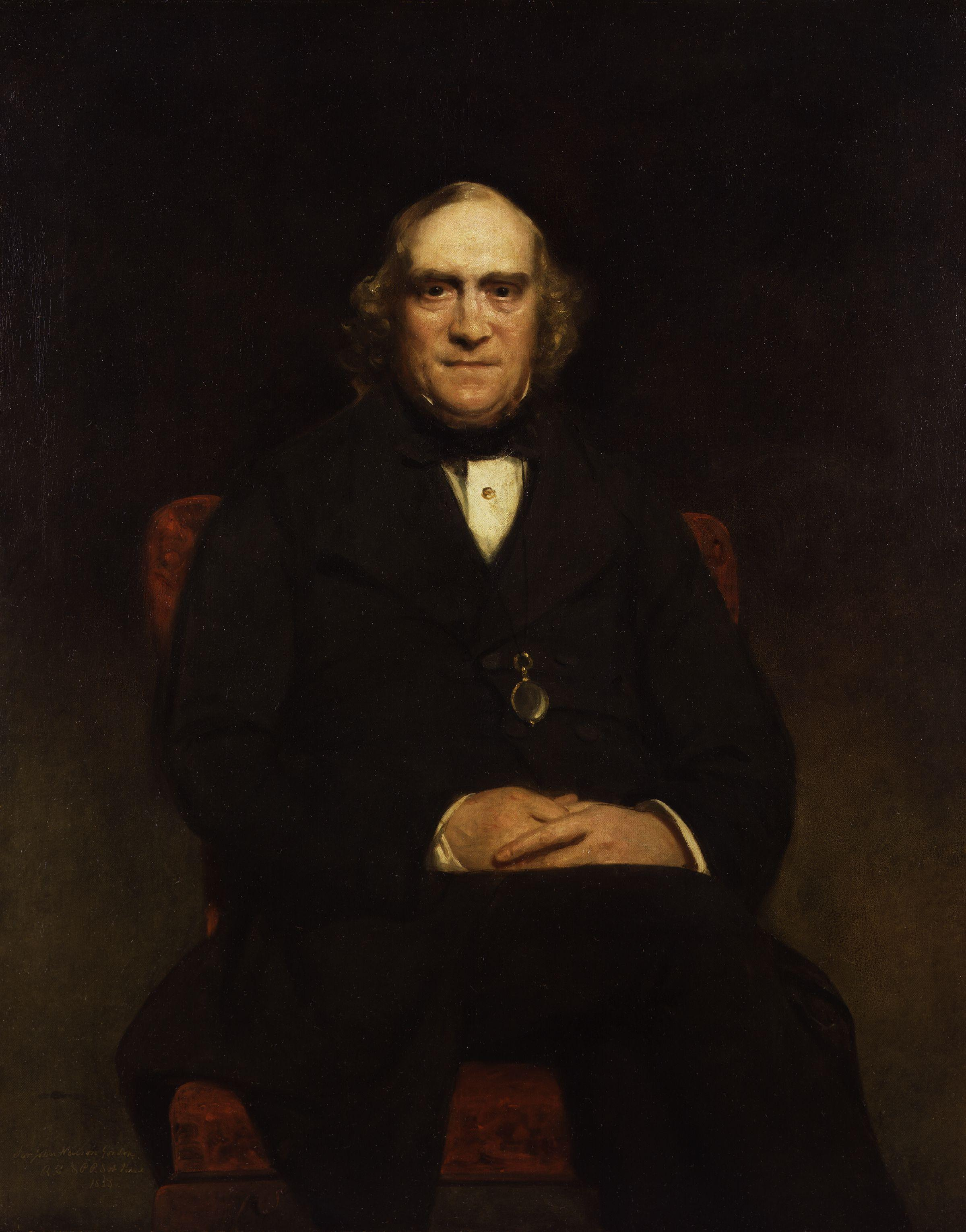
Retrato de James Wilson en 1859, por Sir John Wilson Gordon.

James Wilson (Hawick, Roxburghshire, Escocia; 3 de junio de 1805 – Calcuta, Bengala Occidental, India; 11 de agosto de 1860) fue un empresario, economista y político británico. 

## Carrera
Fue miembro del Partido Liberal, al que representó en el Parlamento británico. Ocupó importantes cargos públicos en materia económica durante los gobiernos de Lord John Russell, George Hamilton-Gordon y Lord Palmerston.
Fundó la publicación The Economist y el Standard Chartered Bank.

## Familia
Wilson se casó con Elizabeth Preston, oriunda de Newcastle-upon-Tyne, en enero de 1832. Tuvieron seis hijas, la mayor de ellas, Eliza, se casó con Walter Bagehot.